# César Rodrigo González
César Rodrigo González Carballo (Zamora de Hidalgo, Michoacán, 29 de marzo de 1979) es un futbolista profesional mexicano que juega en la demarcación de mediocampista.

## Trayectoria
Salió de la cantera de la escuela municipal de fútbol de Zamora de Hidalgo, Michoacán, de la misma cantera que fueron descubiertos jugadores tales como Rafael Márquez, Agustín García, Juan Carlos Chávez entre otros.
Se inició en el Club Atlas de Guadalajara donde empezó su carrera profesional en 1997.
Permaneció por tres años ya que fue transferido al Club León donde estuvo por cinco años donde vivió el descenso del club en 2002 y continuó su carrera en el club ya descendido y duró cinco años en la institución.

Para a mediados de 2006 fue enviado a Salamanca.
Para el 2008 regresó a León para jugar sus últimos partidos como profesional.

## Clubes
| Club                 | País   | Año       | Partidos | Goles |
| -------------------- | ------ | --------- | -------- | ----- |
| Atlas de Guadalajara | México | 1999-2000 | 0        | 0     |
| Club León            | México | 2000-2005 | 55       | 0     |
| Salamanca            | México | 2006-2007 | 31       | 0     |
| Club León            | México | 2008-2009 | 6        | 0     |